# Taking Chances World Tour: The Concert
Taking Chances World Tour: The Concert è un home video/live album dell'artista canadese Céline Dion. È stato pubblicato dalla Columbia Records il 29 aprile 2010 in Australia e all'inizio di maggio 2010 in Europa e Nord America. Il concerto è stato pubblicato in due edizioni con DVD/CD: Taking Chances World Tour: The Concert (versione inglese) e Tournée mondiale Taking Chances: le spectacle (versione francese). La Dion intraprese il Taking Chances Tour tra il 2008 e il 2009 per la promozione del suo ultimo album in studio pubblicato nel 2007, Taking Chances. Le esibizioni a Boston e Montréal durante la tappa nordamericana del Taking Chances World Tour sono state filmate da Jean Lamoureux.
L'uscita ottenne recensioni positive da parte della critica che elogiò la presenza scenica di Céline Dion, le sue interpretazioni e la scelta delle canzoni presenti in scaletta. L'album ottenne anche un successo commerciale discreto. In Canada, Tournée mondiale Taking Chances: le spectacle fu certificato disco di diamante mentre la versione inglese fu certificato quattro volte disco di platino. Il DVD fu certificato disco di platino anche negli Stati Uniti mentre l'album ottenne la certificazione d'oro in Francia. Taking Chances World Tour: The Concert superò le classifiche dei DVD negli Stati Uniti e in diversi paesi europei, e raggiunse le top ten di tutto il mondo. In alcuni paesi, entrò nelle classifiche degli album direttamente alla numero uno.

## Antefatti
Durante il Taking Chances World Tour, Céline Dion tenne i suoi concerti in cinque continenti, 25 paesi e 93 città, vendendo oltre tre milioni di biglietti. Il tour cominciò a febbraio 2008 per terminare nel febbraio 2009, con entrambe le scalette anglofone e francofone, rompendo ogni tipo di record di presenze e botteghini nei luoghi di tutto il mondo. L'album fu registrato a Boston e Montréal nel 2008 e nell'aprile 2010, il sito web ufficiale di Céline Dion annunciò che il Taking Chances World Tour: The Concert, un DVD / CD di spettacoli dal vivo sarebbe stato pubblicato il 4 maggio 2010 in Canada e l'11 maggio 2010 negli Stati Uniti. Questo concerto fu affiancato dal rilascio del DVD e Blu-ray, Celine: Through the Eyes of the World, pubblicato lo stesso giorno.

## Contenuti
Il concerto fu pubblicato su un DVD/CD in lingua inglese (Taking Chances World Tour: The Concert) e in lingua francese (Tournée mondiale Taking Chances: le spectacle). Fu registrato al TD Garden di Boston il 12 e 13 agosto 2008 e al Bell Centre di Montréal il 31 agosto e il 1º settembre 2008. Per le canzoni eseguite sia nei concerti in inglese che in quelli in francese, la voce e il metraggio appaiono uguali in entrambi i DVD (ad eccezione di Pour que tu m'aimes encore, My Love e parte di My Heart Will Go On) come mix delle performance di Boston e Montréal. Tuttavia, i due DVD differiscono, in quanto contengono brani che sono stati inclusi solo nella scaletta inglese o francese.
Circondata da musicisti e ballerini, la Dion eseguì i suoi più grandi successi e le canzoni del suo ultimo album, Taking Chances. Dall'energico brano di apertura I Drove All Night al bis della grande ballad finale My Heart Will Go On, il concerto include oltre 100 minuti di performance di oltre 20 canzoni. L'album presenta anche le cover di We Will Rock You e The Show Must Go On dei Queen e di It's a Man's Man's Man's World di James Brown. Anche se fu eseguita solo a Boston, I'm Your Angel fu tagliata dalla versione inglese del DVD / CD . Lo stesso è successo con The Power of Love sulla versione francese. A metà maggio 2010 fu inoltre pubblicato un cofanetto con doppio DVD in edizione limitata, contenente il documentario Celine: Through the Eyes of the World, il concerto Taking Chances World Tour: The Concert, un libretto di 52 pagine e delle cartoline pieghevoli. La QVC offrì anche il documentario Celine: Through the Eyes of the World con un CD bonus, contenente brani che non erano inclusi nell'album: I'm Alive, Fade Away, Pour que tu m'aimes encore, We Will Rock You e The Show Must Go On.

## Recensioni da parte della critica
Le recensioni dei critici musicali riguardo all'album live, Taking Chances World Tour: The Concert furono generalmente positive; Pink Paper che classificò l'album con 4 stelle su 5, affermò che "Taking Chances World Tour: The Concert  è l'album più dinamico di Celine... Unisce senza sforzo dei medley di molto materiale coprendo la parte migliore di due decenni e indulge persino in alcune cover ispirate che non immagineresti mai arrivare... è anche facile sentire quanta energia viene incanalata in ogni canzone, non troverai certamente qualsiasi traccia di riempimento su questo album." La testata giornaliera elogiò anche l'aspetto della Dion sul DVD. Anche Paul Cole della Sunday Mercury valutò positivamente il DVD, dicendo: "Céline Dion ha ormai raggiunto il livello dell'arte raffinata, e questo set di CD e DVD dal vivo è prevedibile quanto mostrato... Grandi canzoni, copertine scelte con cura, performance potenti, cambi di costume - tu conosci l'immagine... La ami o la detesti, venderà molto."
Il Daily Herald scrisse una recensione positiva affermando che "Céline Dion si è esibita in tutto il mondo, e questo grande concerto la mostra nei molti posti in cui è apparsa... la sua voce è supportata da un'orchestra meravigliosa e usa la tecnologia moderna per migliorare i suoi concerti " Stephen Thomas Erlewine di AllMusic diede all'album 3 stelle su 5 dicendo che la Dion "offre alle persone quello che vogliono attraverso la recitazione dei successi previsti in arrangiamenti così chiari che risplendono anche senza le immagini." Ha anche aggiunto: "Se questo non suona come un buon momento, beh, non siete il pubblico - questo è per i fan e saranno contenti."

## Successo commerciale
In Canada, il DVD della Dion debuttò tra i primi tre nella classifica dei video musicali di Nielsen SoundScan. Celine: Through the Eyes of the World entrò al numero uno, vendendo 69.000 copie. Le vendite di questo DVD raggiunsero la seconda settimana più alta per un DVD musicale, dietro a Live in Las Vegas: A New Day... della stessa Dion. Tournée mondiale Taking Chances: le spectacle entrò in classifica alla numero due con 31.000 copie vendute, seguito da Taking Chances World Tour: The Concert al numero tre con vendite di 8.000 copie. Questa fu solo la seconda volta dal 2004, dopo Hilary Duff, che un artista ebbe le prime tre posizioni occupate nella classifica dei video musicali canadesi. Nella stessa settimana, l'album numero uno nella classifica canadese degli album vendette 7.100 unità. Ciò significò che Tournée mondiale Taking Chances: le spectacle sarebbe stato in prima posizione nella classifica degli album canadesi se fosse stato tracciato lì, mentre Taking Chances World Tour: The Concert sarebbe stato in seconda posizione. Con oltre 100.000 copie di tutti e tre i DVD venduti in una settimana, la Dion stabilì un record assoluto per le vendite di DVD musicali in Canada. Il 21 maggio 2010, la CRIA certificò tutte e tre le pubblicazioni: Celine: Through the Eyes of the World ottenne due dischi di diamante per la vendita di 200.000 copie; Tournée mondiale Taking Chances: le spectacle fu certificato disco di diamante per la vendita di 100.000 unità mentre Taking Chances World Tour: The Concert ottenne quattro dischi di platino per la vendita di 40.000 copie.
Negli Stati Uniti, Céline Dion entrò nella Billboard Top Music Video Sales rispettivamente ai numeri uno e due con Taking Chances World Tour: The Concert e Celine: Through the Eyes of the World. Céline è la prima artista a parte Bill & Gloria Gaither e la Gaither Vocal Band a gestire un doppio debutto nei primi due posti della classifica. L'album live vendette 26.000 copie nella prima settimana e si sarebbe posizionato al quattordicesimo posto della Billboard 200 se i DVD si fossero classificati lì. Celine: Through the Eyes of the World ha venduto 15.000 copie nella sua settimana di debutto negli Stati Uniti. Il 16 luglio 2010, la RIAA certificò Taking Chances World Tour: The Concert disco di platino per la vendita di 100.000 copie mentre Celine: Through the Eyes of the World fu certificato disco d'oro per la vendita di 50.000 unità. Nella classifica Billboard di fine anno 2010 dei DVD più venduti, Taking Chances World Tour: The Concert si posizionò alla numero dieci mentre Celine: Through the Eyes of the World alla numero diciannove. Secondo Nielsen SoundScan, Taking Chances World Tour: The Concert ha venduto 76.000 copie nel 2010 e Celine: Through the Eyes of the World ha chiuso l'anno con vendite di 50.000 unità negli Stati Uniti. A partire da agosto 2012, Taking Chances World Tour: The Concert ha venduto 95.000 copie.
A causa delle diverse regole della classifica, la combinazione di DVD / CD di Taking Chances World Tour: The Concert entrò nelle classifiche dei DVD più venduti in alcuni paesi e nelle classifiche degli album in altri. Oltre all'alto debutto in Canada e negli Stati Uniti, ha anche raggiunto le seguenti posizioni nelle classifiche dei DVD in altre parti del mondo: la numero uno in Irlanda, Svizzera e Giappone (classifica degli album internazionali), la numero due in Finlandia, la numero tre in Germania e Austria, la numero quattro in Australia e Svezia e la numero sei in Spagna. Nelle classifiche degli album, Taking Chances World Tour: The Concert raggiunse la prima posizione in Grecia (International Chart), la numero due in Argentina e Corea del Sud (International Chart), la numero undici nel Regno Unito e nei Paesi Bassi, la numero diciotto in Nuova Zelanda, la numero ventiquattro in Portogallo, la numero ventinove in Italia e Repubblica Ceca e la trentaduesima posizione in Messico. Oltre al Canada, l'edizione francese dell'album live, Tournée mondiale Taking Chances: le spectacle salì anche nelle classifiche di Francia e Belgio e raggiunse la quinta posizione nella classifica degli album francesi, ottenendo il disco d'oro nel luglio 2010 per la vendita di 50.000 copie. L'album raggiunse la terza posizione della classifica degli album in Belgio Vallonia e la numero trenta in quella delle Fiandre. Nella European Top 100 Albums, Taking Chances World Tour: The Concert raggiunse la posizione numero 30 mentre Tournée mondiale Taking Chances: le spectacle si posizionò nove posti più sotto.

## Riconoscimenti
L'edizione in lingua francese del DVD / CD, intitolata Tournée mondiale Taking Chances: le spectacle fu candidata ai Juno Award 2011 nella categoria Music DVD dell'Anno.

## Tracce

### Taking Chances World Tour: The Concert

#### DVD
1. I Drove All Night – 8:55 (Billy Steinberg, Tom Kelly)
2. The Power of Love – 4:02 (Gunther Mende, Candy DeRouge, Jennifer Rush, Mary Susan Applegate)
3. Taking Chances – 4:07 (Kara DioGuardi, David A. Stewart)
4. Hits Medley – 10:05
5. Eyes on Me – 7:10 (Kristian Lundin, Savan Kotecha, Delta Goodrem)
6. All by Myself – 5:25 (Eric Carmen, Sergei Rachmaninoff)
7. I'm Alive – 5:28 (Lundin, Andreas Carlsson)
8. Shadow of Love – 3:02 (Anders Bagge, Aldo Nova, Peter Sjöström)
9. Fade Away – 3:00 (Peer Åström, David Stenmarck, Nova)
10. Alone – 3:43 (Steinberg, Kelly)
11. My Love – 8:07 (Linda Perry)
12. The Prayer (feat. Andrea Bocelli) – 5:16 (Carole Bayer Sager, Foster, Alberto Testa, Tony Renis)
13. Pour que tu m'aimes encore – 5:03 (Jean-Jacques Goldman)
14. Tribute to Queen Medley – 5:43
15. Soul Medley – 6:23
16. Love Can Move Mountains – 4:38 (Warren)
17. River Deep - Mountain High – 5:00 (Ellie Greenwich, Jeff Barry, Phil Spector)
18. My Heart Will Go On – 6:46 (James Horner, Will Jennings)

#### CD
1. Opening – 1:16
2. I Drove All Night – 4:24 (Steinberg, Kelly)
3. The Power of Love – 4:02 (Mende, DeRouge, Rush, Applegate)
4. Taking Chances – 4:07 (DioGuardi, Stewart)
5. t's All Coming Back to Me Now – 3:33 (Steinman)
6. Because You Loved Me – 3:16 (Warren)
7. To Love You More – 3:16 (Foster, Miles)
8. New Mego's Flamenco (Instrumental) – 3:07 (Lemay)
9. Eyes on Me – 4:07 (Lundin, Kotecha, Goodrem)
10. All by Myself – 5:06 (Carmen, Rachmaninoff)
11. Shadow of Love – 3:06 (Bagge, Nova, Sjöström)
12. Alone – 4:28 (Steinberg, Kelly)
13. My Love – 6:53 (Perry)
14. The Prayer (feat. Andrea Bocelli) – 4:52 (Sager, Foster, Testa, Renis)
15. Soul Medley – 3:15
16. It's a Man's Man's Man's World – 3:07 (Brown, Newsome)
17. Love Can Move Mountains – 4:38 (Warren)
18. River Deep, Mountain High – 5:18 (Greenwich, Barry, Spector)
19. My Heart Will Go On – 5:45 (Horner, Jennings)

### Tournée mondiale Taking Chances: le spectacle

#### DVD
1. I Drove All Night – 8:55 (Steinberg, Kelly)
2. J'irai où tu iras (feat. Marc Langis) – 3:20 (Goldman)
3. Destin – 4:06 (Goldman)
4. Taking Chances – 3:57 (DioGuardi, Stewart)
5. Et s'il n'en restait qu'une (je serais celle-là) – 2:50 (Françoise Dorin, David Gategno)
6. Eyes on Me – 7:10 (Lundin, Kotecha, Goodrem)
7. L'amour existe encore – 4:22 (Luc plamondon, Riccardo Cocciante)
8. Dans un autre monde – 3:59 (Goldman)
9. All by Myself – 4:40 (Carmen, Rachmaninoff)
10. I'm Alive – 2:49 (Lundin, Carlsson)
11. Je sais pas – 4:19 (Goldman, J. Kapler)
12. My Love – 7:26 (Perry)
13. S'il suffisait d'aimer – 4:08 (Goldman)
14. Alone – 3:19 (Steinberg, Kelly)
15. Tribute to Queen Medley – 5:21
16. Soul Medley – 6:29
17. Love Can Move Mountains – 3:57 (Warren)
18. River Deep, Mountain High – 4:17 (Greenwich, Barry, Spector)
19. My Heart Will Go On – 5:35 (Horner, Jennings)
20. Pour que tu m'aimes encore – 4:10 (Goldman)

#### CD
1. Ouverture (Instrumental) – 4:25
2. I Drove All Night – 4:25 (Steinberg, Kelly)
3. J'irai où tu iras (feat. Marc Langis) – 5:24 (Goldman)
4. Destin – 4:12 (Goldman)
5. Taking Chances – 4:04 (DioGuardi, Stewart)
6. Et s'il n'en restait qu'une (je serais celle-là) – 3:25 (Dorin, Gategno)
7. L'amour existe encore – 5:28 (Plamondon Cocciante)
8. Dans un autre monde – 4:09 (Goldman)
9. All by Myself – 5:16 (Carmen, Rachmaninoff)
10. Je sais pas – 5:00 (Goldman Kapler)
11. S'il suffisait d'aimer – 4:18 (Goldman)
12. Alone – 3:30 (Steinberg, Kelly)
13. Soul Medley – 3:12
14. It's a Man's Man's Man's World – 3:30 (Brown, Newsome)
15. River Deep, Mountain High – 5:02 (Greenwich, Barry, Spector)
16. My Heart Will Go On – 6:52 (Horner, Jennings)
17. Pour que tu m'aimes encore – 5:29 (Goldman)